# 暴風虎主戰坦克
暴風號坦克（韓語：폭풍호），工业代号譯為天馬-215，而天馬-216是其成熟化版本。是改進自朝鮮天馬虎坦克系列的朝鮮第三代自產坦克，號稱性能接近T-90坦克，外界在2002年量產測試階段才知道有此戰車存在，所以也曾有M-2002的代號稱呼。

## 研发与生产
20世纪90年代為了對應韓國發展的K1主力戰車，朝鮮開始研發新戰車，融合了88式和T-90的戰車技術，但是主體上還是參考T-72坦克和使用了部份天馬虎坦克的零件。
坦克的生產裝配委托給了柳京守坦克廠，但是朝鮮國內其他幾家工廠也能生產坦克，而且他們或許也參與了暴風虎的設計計劃，所有這些工廠隸屬第二經濟委員會的第二機械工業局，位於咸鏡南道的新興，部件和子系統由分布在全國各地的工廠提供。

## 设计

### 武器系統

#### 主炮
天馬-215坦克裝有一門125毫米口徑滑膛炮，此炮是以T-72所使用的2A46滑膛炮為技術原型而研製出來，可配用的炮彈為尾翼穩定脫殼穿甲彈，高爆反坦克彈和高爆榴彈。

#### 同軸機槍
7.62毫米同機槍，不了解是PKT機槍還是SGMT机枪或是其他自產的機槍。

#### 防空機槍
與天馬虎坦克一樣，使用的防空機槍為14.5毫米KPV重機槍，有由蘇聯進口同時也有自產型號。

#### 火控系統
在炮管上裝有激光測距儀，估計其測距能力為500米至3000米，在主炮右上角還有一部主動紅外線大燈，估計有800米距離的夜視能力，這對以山地作戰為主的朝鮮半島已足夠。

### 防護系統

#### 炮塔
炮塔是蘇俄式設計，炮塔整體為半圓狀，炮塔裝甲為鑄造鋼裝甲，炮塔前方安裝有爆炸式反應裝甲，炮塔兩側分別裝有煙霧彈發射器，共8個。

#### 車體
車體為焊接鋼裝甲，車體首上近炮塔的地方安裝有爆炸式反應裝甲，車體較前的地方可裝3塊附加裝甲，2塊較小的附加裝甲安裝在左右，較大的附加裝甲安裝在車體中央，車體中央下部有兩塊下垂的塑膠板，用於防禦化學能彈藥。車體兩裝裝有側裙裝甲。

#### 越野系統
該車車體有6對負重輪，車體有所加長容納更大功率的發動機，由於朝鮮半島以山地為主，坦克主要在谷地和公路上行駛或隱藏於山地中作為固定火力點，和要在大平原上奔馳的坦克相比對機動性的要求較低，其動力組為前進7檔和後退1檔。

## 使用國
- 220輛以上－佈署於105裝甲師團